# Rachel Shelley
Rachel Shelley née le 25 août 1969 à Swindon en Angleterre, est une actrice britannique.

## Biographie
Rachel Shelley a vécu dans le quartier de Notting Hill, à Londres mais a déménagé lorsqu'elle n'avait qu'un an à Swindon. Elle est diplômée de l'Université de Sheffield et possède un B.A. en anglais et en art dramatique.
Elle est principalement connue pour son rôle d'Elizabeth Russell dans le film Lagaan (Lagaan: Once Upon a Time in India) pour lequel elle fut nommée aux Zee Cine Awards en 2002, dans la catégorie meilleure actrice de second rôle, ainsi que pour celui d'Helena Peabody dans la série The L Word.

## Filmographie

### Cinéma
- 1994 : Broken Heart (court métrage) : Isabel
- 1997 : Forever (Photographing Fairies) : Mrs. Anne-Marie Castle
- 1999 : Everybody Loves Sunshine : Clare
- 1999 : Le Phare de l'angoisse (Lighthouse) : Dr Kirsty McCloud
- 2000 : Canone inverso - making love : la mère de Jeno
- 2000 : The Calling : Shelly Woodcock
- 2001 : Lagaan : Elizabeth Russell
- 2003 : The Bone Snatcher : Mikki
- 2004 : Seeing Other People : Lauren
- 2006 : Gray Matters : Julia Barlett
- 2008 : The Children : Chloe

### Télévision
- 1994 : Royce (téléfilm) : Alana Maxwell
- 1997 : Les Nouvelles Aventures de Robin des Bois (The New Adventures of Robin Hood) : Boadicea (2 épisodes)
- 1997 : Wycliffe: Dance of the Scorpions : Sarah (saison 4, épisode 9)
- 1997 : Bugs : Jenna Spinks (saison 3, épisode 10)
- 1997 : Highlander : Sophie Baines (saison 6, épisode 1)
- 1998 : The Bill : Maggie Hamilton (saison 14, épisode 13)
- 2001 : Baddiel's Syndrome : Marcia (saison 1, épisodes 4 et 5)
- 2001 : Jack et le haricot magique (Jack and the Beanstalk: The Real Story, téléfilm) : Brunette / Harmonia
- 2002 : Heartbeat : Sue Dixon, aka Denise Hurley (saison 11, épisode 17)
- 2002 : Emma Brody (The American Embassy) : Mandy (saison 1, épisode 4)
- 2002 : Six Sexy (Coupling) : Samantha (saison 3, épisode 4)
- 2002 : Cruise of the Gods (téléfilm) : Yasmina
- 2002 : The Dinosaur Hunters (téléfilm) : Mary Mantell
- 2003 : Meurtre au champagne (Sparkling Cyanide, téléfilm) : Rosemary Barton
- 2003 : Miss Match : Rebecca Hanley, la nounou (saison 1, épisode 3)
- 2003 : Licensed by Royalty : Linda Kubrick
- 2005 à 2009 : The L Word : Helena Peabody (54 épisodes)
- 2007-2008 : Ghost Whisperer : Kate Payne (saison 2, épisodes 14 et 20 ; saison 3, épisode 16)
- 2008 : Under (téléfilm) : Détective Underhill
- 2011 : Episodes : Kendra (une aventure de Matt) (saison 1, épisode 4)
- 2011 : Strike Back : Maggie (saison 2, épisodes 5 et 6)
- 2012-2013 : Casuality : Yvonne Rippon (12 épisodes)
- 2012-2016 : Once Upon a Time : Milah (saison 2, épisodes 4 et 14 ; saison 5, épisode 14)
- 2013 : Toast of London : Commandant Scott-Gorham (saison 1, épisode 4)
- 2013-2014 : Rogue : Shelley (7 épisodes)
- 2014 : Grantchester : Pamela Morton (saison 1, épisode 1)
- 2023 Kohrra, Clara Murphy, série indienne sur Netflix.

## Récompenses et nominations

### Nominations
- 2002 : Zee Cine Awards (Popular Award, Meilleure actrice en second rôle) avec Lagaan (Lagaan: Once Upon a Time in India)